# Verrucocladosporium dirinae
Verrucocladosporium dirinae är en svampart som beskrevs av K. Schub., Aptroot & Crous 2007. Verrucocladosporium dirinae ingår i släktet Verrucocladosporium, ordningen Capnodiales, klassen Dothideomycetes, divisionen sporsäcksvampar och riket svampar.   Inga underarter finns listade i Catalogue of Life.